# Сытное (Житомирская область)
Сытное (укр. Ситне) — село на Украине, находится в Емильчинском районе Житомирской области.
Код КОАТУУ — 1821780603. Население по переписи 2001 года составляет 122 человека. Почтовый индекс — 11233. Телефонный код — 4149. Занимает площадь 0,395 км².

## История
До 1946 г. немецкое лютеранское село Геральдовка.

## Адрес местного совета
11233, Житомирская область, Емильчинский р-н, с. Березники